# Georg Theodor Chiewitz
Georg Theodor Policron Chiewitz (5 de octubre de 1815–28 de diciembre de 1862) fue un arquitecto e ingeniero sueco. Debido a problemas financieros, Chiewitz se mudó a Finlandia en 1851, donde desarrolló la mayor parte de su carrera.

## Trayectoria profesional
Chiewitz se graduó en 1829 del Real Instituto de Tecnología y posteriormente de la Real Academia Sueca de las Artes. De 1837 a 1838  trabajó de ayudante para el inventor John Ericsson en Londres y en 1839 para el arquitecto César Daly en París. En 1840, Chiewitz regresó a Estocolmo con negocios de construcción de vías férreas y puentes, pero en 1851 quebró y emigró a Finlandia. Entre 1852 y 1860, Chiewitz fue el arquitecto regional de la provincia de Turku y Pori, y entre 1860 y 1862 fue el arquitecto urbano de Turku.

## Obras
Chiewitz fue el arquitecto predilecto del rey Óscar I de Suecia. Diseñó varias estructuras para el parque Haga y los jardines del Palacio de Ulriksdal de Solna y del Palacio de Tullgarn de Södertälje. Algunas obras destacadas son el puente Morianbron del Palacio de Ulriksdal y la Orangerie de Óscar I del jardín del Palacio de Tullgarn.
Sus obras más conocidas en su etapa finlandesa son la Iglesia Central de Pori, la Casa de la Nobleza (Ritarihuone) y el Teatro Sueco de Helsinki. Chiewitz también es conocido por sus trabajos de planificación urbana, de los cuales el más significativo fue el plan urbanístico de Pori, ciudad que tuvo que ser reconstruida tras el gran incendio de 1852. La ciudad de Mariehamn en las islas Åland fue establecida en 1861 tras la planificación de Chiewitz.

## Galería

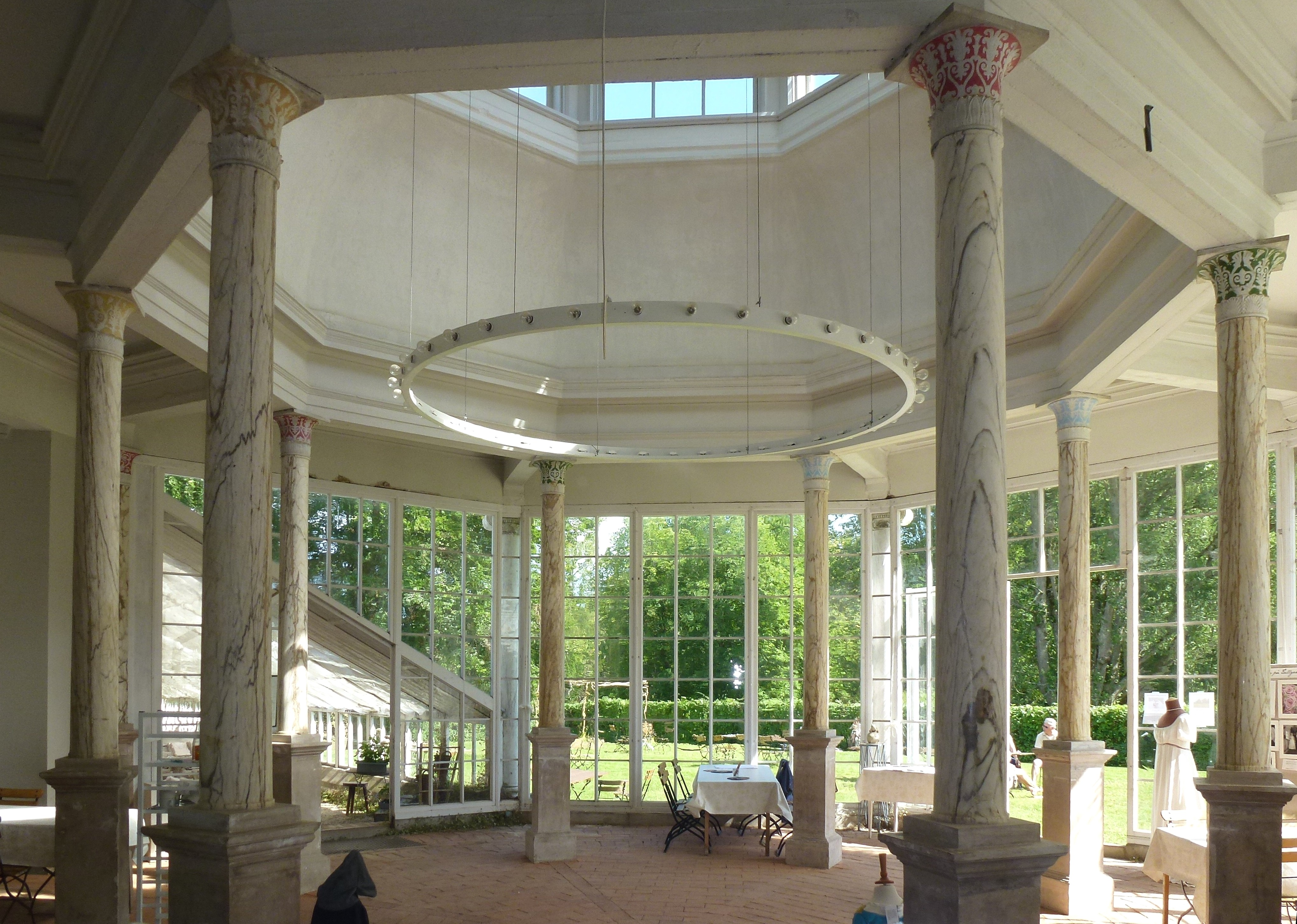
Orangerie de Óscar I, Södertälje (1854)
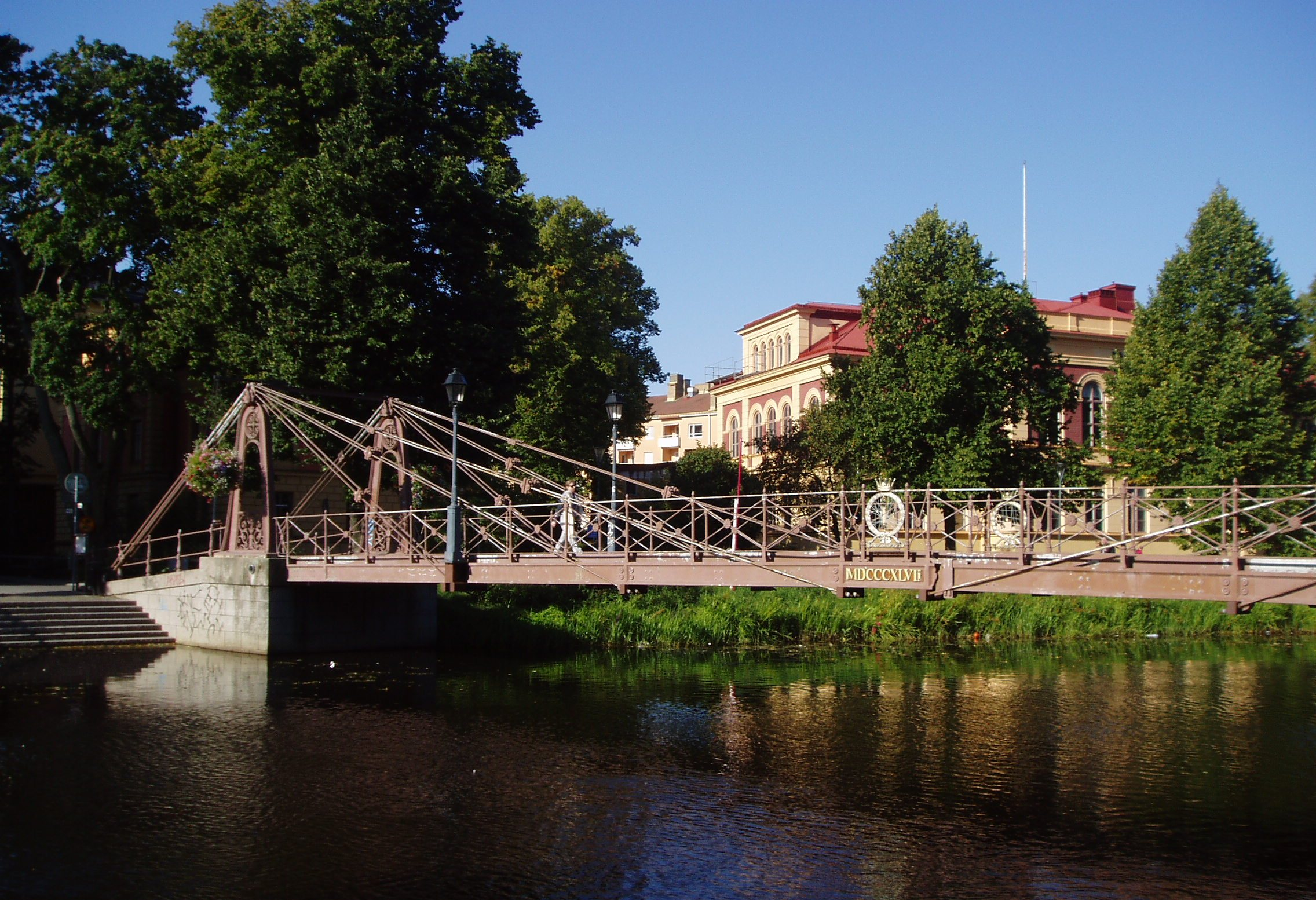
Jernbron, Uppsala (1848)
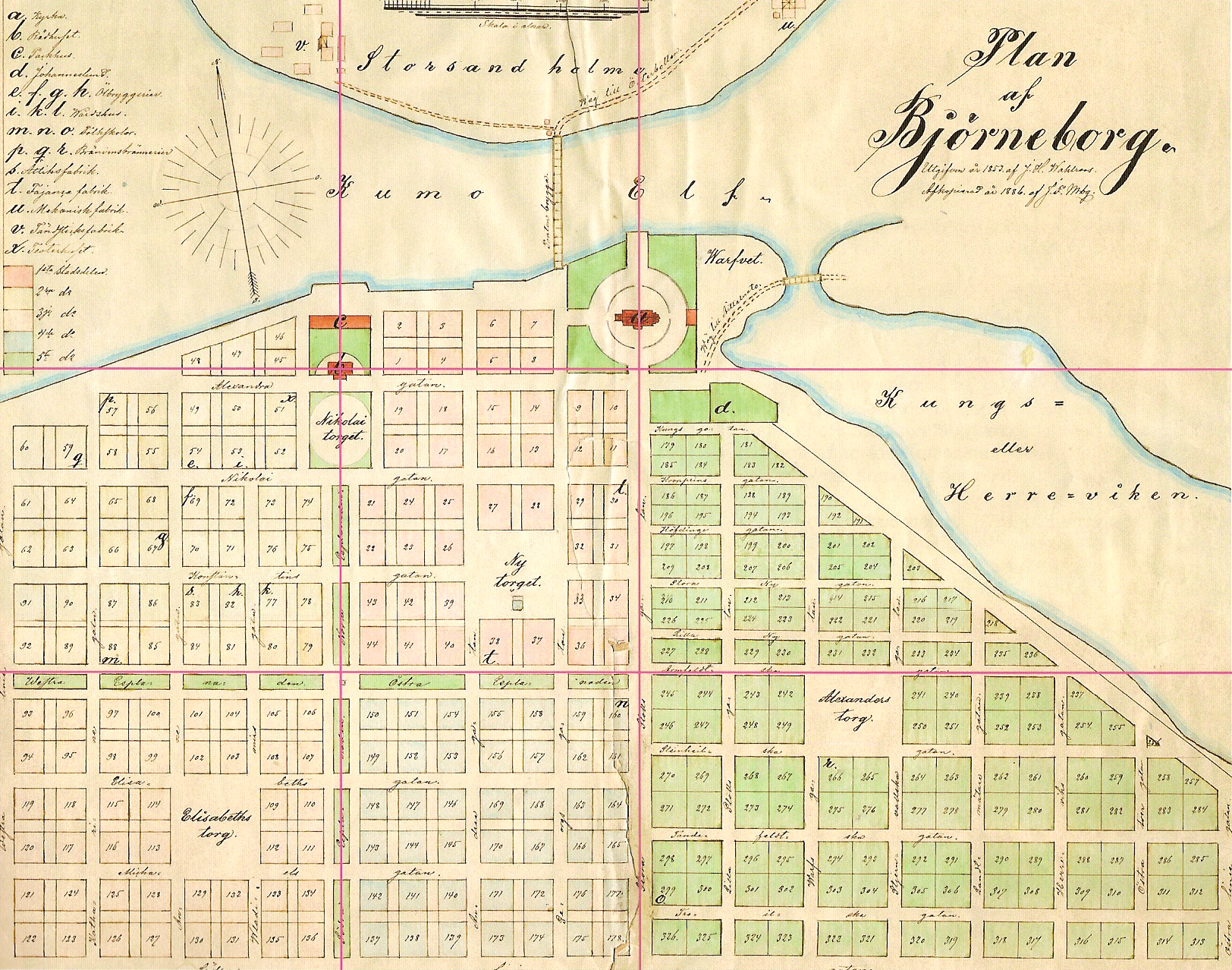
Plan de ciudad de Pori (1852)
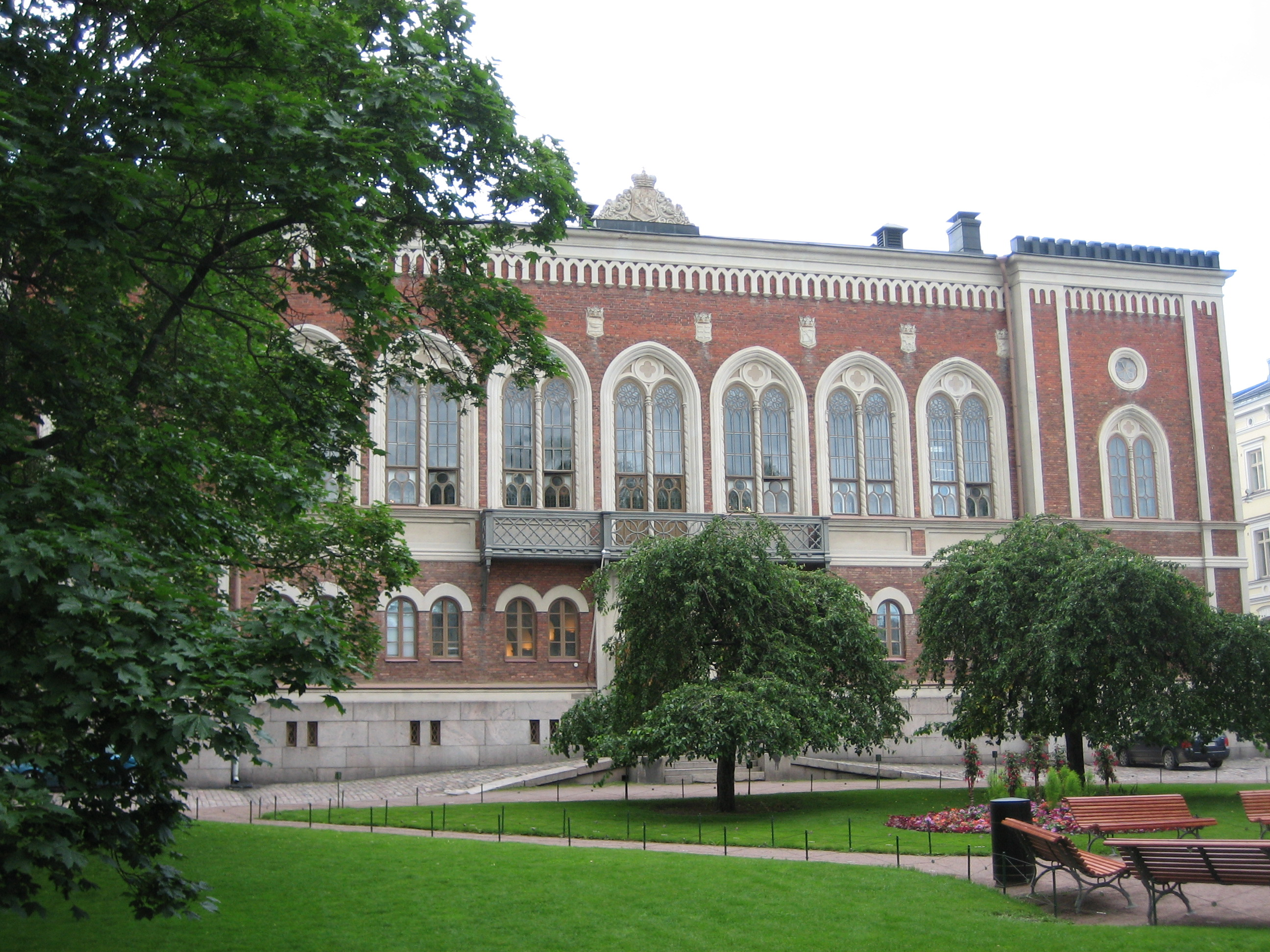
Casa de la Nobleza, Helsinki (1862)
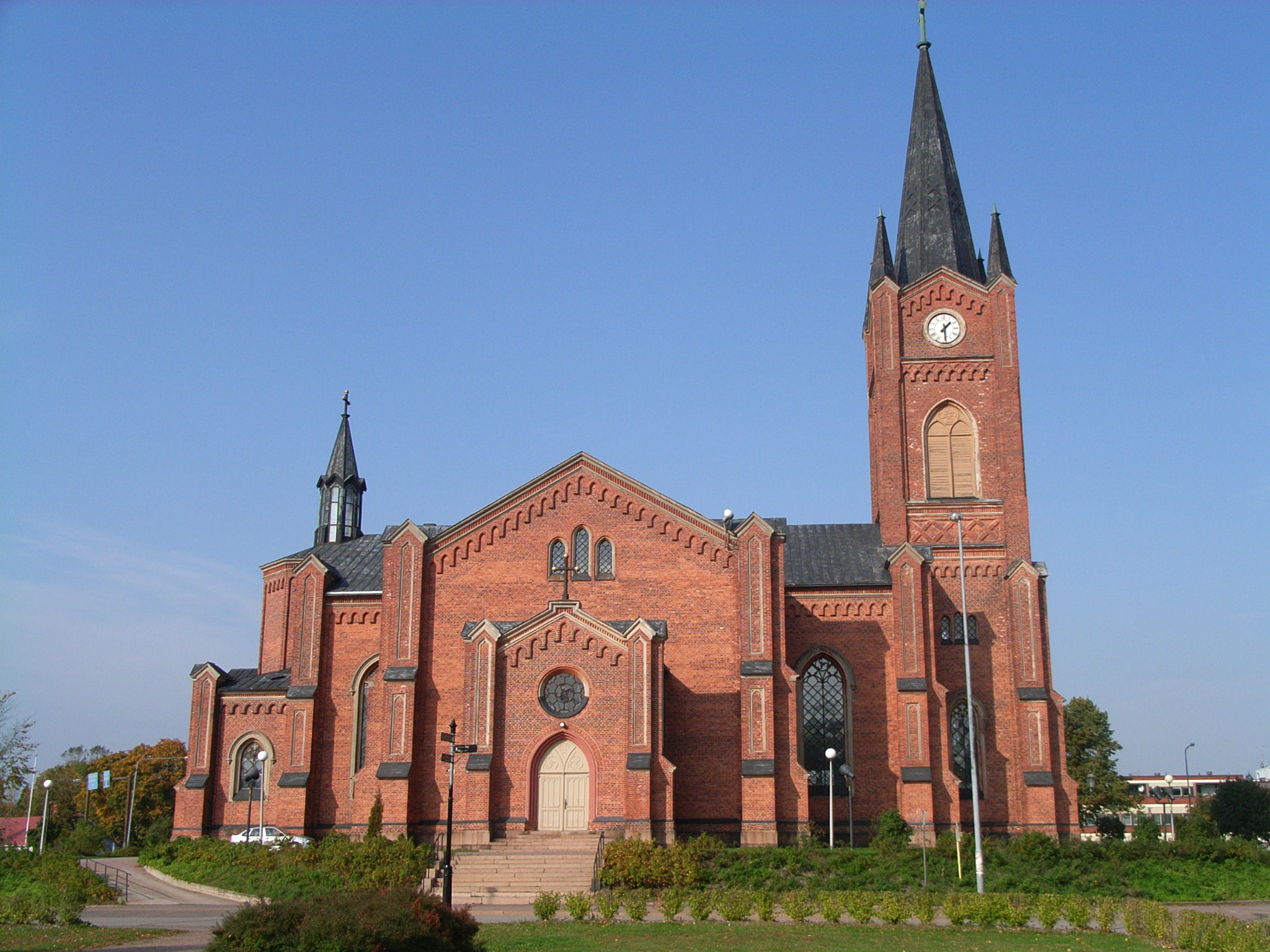
Iglesia Loviisa (1865)